# Лукьяново (Воскресенский район)
Лукья́ново — деревня в Воскресенском муниципальном районе Московской области. Входит в состав сельского поселения Фединское. Население — 7 чел. (2010).

## География
Деревня Лукьяново расположена в юго-западной части Воскресенского района, примерно в 6 км к юго-западу от города Воскресенска. Высота над уровнем моря 148 м. В деревне 2 улицы — Лесная 
и Центральная. Ближайший населённый пункт — село Карпово.

## История
В 1926 году деревня являлась центром Лукьяновского сельсовета Мячковской волости Коломенского уезда Московской губернии.
С 1929 года — населённый пункт в составе Воскресенского района Коломенского округа Московской области, с 1930-го, в связи с упразднением округа, — в составе Воскресенского района Московской области.
До муниципальной реформы 2006 года Лукьяново входило в состав Степанщинского сельского округа Воскресенского района.

## Население
В 1926 году в деревне проживало 226 человек (99 мужчин, 127 женщин), насчитывалось 45 крестьянских хозяйств. По переписи 2002 года — 1 человек (1 мужчина).
| 1926 | 2002 | 2010 |
| ---- | ---- | ---- |
| 226  | ↘1   | ↗7   |